# Kolbermoor
Kolbermoor è un comune tedesco di 18 723 abitanti, situato nel land della Baviera.